# تورکوی
تورکوی (به لاتین: Turkowy) یک منطقهٔ مسکونی در لهستان است که در Gmina Perzów واقع شده‌است.